# Mađarski peng
Peng (mađ. pengő: "koji zveči", "zvonko"), bio je službeno sredstvo plaćanja u Mađarskoj od 1927. kada je zamijenio mađarsku krunu do 1946. kada je zamijenjen forintom, a dijelio se na 100 filira.

## Hiperinflacija
Nakon završetka Drugog svjetskog rata (1945. – 1946.) peng je postigao najvišu inflaciju u povijesti. Inflacija je na svom vrhuncu iznosila 4,19 × 1016% mjesečno (cijene su se udvostručavale svakih 15 sati).

Najveća novčanica u optjecaju je bila nominale 100 milijuna b.-penga (b.-peng je bilijun penga), odnosno 1020 penga. U trenutku puštanja u optjecaj, novčanica je vrijedila 0,20 američkih dolara.

Tiskana je i novčanica od milijardu bilijuna (trilijardu) penga, ali nije puštena u optjecaj.
Hiperinflacija je zaustavljena u kolovozu 1946. uvođenjem forinte u omjeru 400 000 000 000 000 000 000 000 000 000 (odnosno 4×1029) penga za jednu forintu, uz tečaj 1 američki dolar = 11,74 forinti.

## Hrvatski naziv valute
- Anić i Goldstein u "Rječniku stranih riječi" iz 2002. navode oblik: peng, množina pengi.[1]
- U Klaićevom "Rječniku stranih riječi" iz 1978. navodi se oblik: pengő (čit. pengē), množina pengi.[2]
- Na samim novčanicama (serija iz 1943.), vrijednost je bila navedena i na hrvatskom jeziku i to u obliku "'deset (sto, hiljadu) pengova". Jednina bi bila pengo.
- U Baranji, u kojoj je peng bio u optjecaju od 1941. do 1945., za vrijeme mađarske okupacije tijekom 2. sv. rata, naziv valute je bio ženskog roda: penga, množina penge.

## Kovanice i novčanice
Pregled slika kovanica i novčanica možete vidjeti na Zajedničkom poslužitelju :
- kovanice penga (1926. – 1946.)
- novčanice penga (1926. – 1945.)
- novčanice penga (inflacija 1946.)